# Dewas Sènior
El principat de Dewas Sènior (més exactament el territori de la branca vella del principat de Dewas) fou un estat tributari protegit a l'Índia central a l'agència de Malwa (abans a altres, vegeu agència Bhil i Agència de Bhopawar). La població era:
- 1881: 73.940 habitants.
- 1891: 82.389
- 1901: 62.312

Les principals ciutats eren Dewas (15.403 habitants el 1901) i Sarangpur (6.339) compartides per les dues branques. A més tenia 238 pobles. La llengua comuna era el malwi un dialecte del rajasthani. La superfície del territori de la branca sènior era de 1155 km² de les quals un 29% havien estat cedits en donacions de tipus divers. Administrativament l'estat estava dividit en cinc parganes governades cadascuna per un kamasdar (o kamavisdar):
- Dewas
- Alot
- Sarangpur
- Raghogarh
- Bagaud

L'exèrcit de la branca senior o vella era el 1881 de 87 cavallers i uns 500 infants incloent policies, amb 10 canons en servei. El 1901 eren 62 cavallers, 79 infants, 69 sibandis i 18 artillers amb dos canons. La policia la formaven 265 regulars i 306 rurals.
La branca la va fundar Tukoji Rao I. Va morir el 1753 i el va succeir el seu fill adoptiu Krishnaji Rao, que va combatre en la batalla de Panipat el 1761; el va succeir el 1789 el seu fill adoptiu Tukoji Rao II. En el seu temps va haver de fer front als atacs dels pindaris, de Sindhia de Gwalior i d'Holkar d'Indore. El 1824 el va succeir Rukmanad Rao Puar que va governar fins a la seva mort el 1860 quan va pujar al tron (proclamat el [18 de març] de 1861) Krishnaji Rao II, un mal administrador, sota el qual va caler la intervenció britànica. Tukoji Rao III Puar el va succeir el 1899, sent un fill adoptat d'una altra branca familiar, i sota administració britànica durant la minoria (nascut 1888).

## Llista de Rajes
- Raja Tukoji Rao I Puar 1728-1753
- Raja Krishnaji Rao I Puar 1753-1789
- Raja Tukoji Rao II Puar 1789-1824
- Raja Rukmanad Rao Puar 1824-1860
- Raja Krishnaji Rao II (Baba Sahib) Puar 1860-1899
- Maharaja Sir Tukoji Rao III Puar (maharajà el 1918) 1899-1937 (+ 21 de desembre de 1927)
- Maharaja Vikramsinha Rao Puar (Nana Sahib) 1937-1948 (maharajà de Kolhapur el 1948) (+ 9 de maig de 1983)
- Maharaja Puar Krishnaji Rao III Puar 1948-1949 (+1999)